# Benjamin Starke
Pour les articles homonymes, voir Starke (homonymie).
 Benjamin Starke  (né le 25 novembre 1986 à Cottbus) est un nageur allemand spécialiste des épreuves de papillon. Il a détenu de 2008 à 2010 le record d’Europe du relais 4 × 100 m nage libre en petit bassin avec des coéquipiers européens et est l’actuel détenteur du record d'Europe du relais 4 × 100 m 4 nages.

## Biographie
Benjamin Starke a d’abord nagé pour le PSV Cottbus 90 puis pour le SG Berlin Neukölln, où il est entraîné par Norbert Warnatzsch. En 2007, il remporte le titre de champion d'Allemagne sur 200 m papillon, qui a été le premier et seul titre pour ce spécialiste du papillon. Plusieurs fois, il a été en mesure d'atteindre d'autres postes de haut niveau[évasif]. 
Il est également apparu dans un certain nombre d'épreuves individuelles et relais aux Championnats du monde de natation 2005 à Montréal, aux championnats d'Europe de natation 2006 à Budapest et aux championnats du monde de natation 2007 à Melbourne, sans pouvoir se qualifier pour les finales[Lesquelles ?]. Lors des Championnats d'Allemagne de natation 2008, il termine deuxième derrière Rupprath dans le 100 mètres papillon, ce qui lui permet de se qualifier pour le relais de nage libre aux Jeux olympiques de Pékin en 2008. 
Dans le 121e Championnat d'Allemagne de natation 2009 à Berlin, Starke établit un nouveau record d’Allemagne du 100 mètres papillon en 51 s 47  et se qualifie ainsi pour les championnats du monde 2009 à Rome. Avec Helge Meeuw, Hendrik Feldwehr et Paul Biedermann, Starke remporte lors de ces championnats du monde la médaille d’argent du relais 4 × 100 m quatre nages en 3 min 28 s 58 minutes, nouveau record européen, juste derrière le record du monde de natation en 3 min 27 s 28 minutes du quatuor américain emmené par Michael Phelps. 

## Palmarès
| Année | Jeux olympiques                                                                     | Championnats du monde grand bassin                                                                       | Championnats du monde petit bassin                                    | Championnats d'Europe grand bassin | Championnats d'Europe petit bassin                                                          |
| ----- | ----------------------------------------------------------------------------------- | --- | --------------------------------------------------------------------- | ---------------------------------- | ------------------------------------------------------------------------------------------- |
| 2007  |                                                                                     | Melbourne 23e(s) 50 m papillon 28e(s) 200 m papillon 9e(s) 4 × 200 m nage libre 15e(s) 4 × 100 m 4 nages |                                                                       |                                    | Debrecen pas de participation                                                               |
| 2008  | Pékin 41e(s) 100 m papillon 15e(s) 4 × 100 m nage libre 12e(s) 4 × 200 m nage libre | | Manchester pas de participation                                       | Eindhoven 9e(s) 4 × 100 m 4 nages  | Rijeka pas de participation                                                                 |
| 2009  |                                                                                     | Rome · 10e(df) 100 m papillon · 4 × 100 m 4 nages                                                        |                                                                       |                                    | Istanbul pas de participation                                                               |
| 2010  |                                                                                     | | Dubaï 18e 100 m papillon 4e 4 × 200 m nage libre 7e 4 × 100 m 4 nages | Budapest Pas de participation      | Eindhoven 5e(f) 200 m libre 5e(s) 50 m papillon 4e(f) 100 m papillon 2e(s) 4 × 50 m 4 nages |
| 2011  |                                                                                     | Shanghai · 4 × 100 m 4 nages · 7e 4 × 100 m nage libre ·                                                 |                                                                       |                                    |                                                                                             |

## Records

### Record d’Europe
Lors des championnats du monde de natation 2009 qui se sont tenus à Rome, l'équipe d'Allemagne bat le record d'Europe du 4 × 100 m 4 nages en grand bassin.
Lors du meeting Duel in the pool qui s'est tenu à Manchester du 18 au 19 décembre 2009, Benjamin Starke bat, le 19 décembre 2009, le record d’Europe du 4 × 100 m nage libre en petit bassin avec des coéquipiers italiens, dans un temps de 3 min 04 s 95. Ce record a été battu en décembre 2010 par l'équipe de France.
| Niveau | Épreuve                         | Bassin | Nageurs                                                      | Temps équipe  | Temps perso                     | Date             | Statut                                                           |
| Europe | Relais 4 × 100 m 4 nages (H)    | 50 m   | Helge Meeuw Hendrik Feldwehr Benjamin Starke Paul Biedermann | 3 min 28 s 58 | 52 s 27 58 s 51 50 s 91 46 s 89 | 2 août 2009      | Toujours en vigueur                                              |
| Europe | Relais 4 × 100 m nage libre (H) | 25 m   | Christian Galenda Marco Orsi Benjamin Starke Filippo Magnini | 3 min 4 s 95  | 46 s 67 45 s 95 45 s 81 46 s 52 | 19 décembre 2009 | Battu le 15 décembre 2010 par l'équipe de France en 3 min 4 s 78 |